# 928 Hildrun
928 Hildrun је астероид главног астероидног појаса са пречником од приближно 66,49 .
Афел астероида је на удаљености од 3,606 астрономских јединица (АЈ) од Сунца, а перихел на 2,659 АЈ. 
Ексцентрицитет орбите износи 0,151, инклинација (нагиб) орбите у односу на раван еклиптике 17,644 степени, а орбитални период износи 2025,272 дана (5,544 година). 
Апсолутна магнитуда астероида је 10,10 а геометријски албедо 0,036.
Астероид је откривен 23. фебруара 1920. године.